# Muda (wieś)
Muda – wieś w Estonii, w prowincji Hiuma, w gminie Emmaste.